# Acorduloceridea jujua
Acorduloceridea jujua – gatunek błonkówki z rodziny Pergidae.

## Taksonomia
Gatunek ten został opisany w 1990 roku przez Davida Smitha. Holotyp (samica) został odłowiony w Las Lagunas w prowincji Jujuy  w Argentynie. 

## Zasięg występowania
Ameryka Południowa, znany jedynie z argentyńskiej prowincji Jujuy.